# Salustiano Asenjo Arozarena
Salustiano Asenjo Arozarena   (Pamplona, 1834 - València, 7 de desembre de 1897) va ser un pintor i professor espanyol, deixeble de la Reial Acadèmia de Belles Arts de Sant Carles, de la qual més tard va ser professor i director. Autor de diversos articles de belles arts, també va conrear la caricatura i la il·lustració en la premsa periòdica.

## Biografia
Nascut a la ciutat navarresa de Pamplona en 1834, va ser deixeble de l'Reial Acadèmia de Belles Arts de Sant Carles, de la qual més tard va ser professor. Va aconseguir renom a València durant el segle xix, explicant-se entre els seus deixebles, artistes com els dos germans Benlliure Gil, Cecilio Pla, March, Sorolla, Muñoz Degrain, Emilio Sala, Pla, Rubio, Francisco Domingo i Martínez Cubells, entre d'altres, tots els quals van desfilar en la seva joventut per les aules de l'Escola de Belles arts de València, la direcció de les quals va exercir Asenjo durant més de vint-i-set anys, havent començat a exercir aquest lloc en 1871.
Va ser íntim amic i paisà de Pablo Sarasate. El pare de Salustiano, Jacinto Asenjo, professor de Retòrica i Poètica en l'Institut de la ciutat del Túria, va haver de portar allà al seu fill en edat jove encara, quan li encaminava per la sendera de les arts i la literatura. A penes complerts els vint-i-un anys va entrar a exercir la càtedra de Teoria i Història de les Belles arts, guanyada per oposició, inaugurant al cap de poc temps l'ensenyament privat de dibuix i pintura a dones de l'alta societat valenciana, i establint aula de totes dues arts.
Va arribar a ser l'acadèmic més antic de la Real de Sant Carles i posseïa també la creu d'Isabel la Catòlica i l'encàrrec de Carles III. Abans d'exercir la direcció de l'Escola de Belles arts, va ser professor de colorit i composició en el mateix centre, després diputat de la Reial Acadèmia Espanyola d'Arqueologia i Geografia, corresponsal de l'anàloga d'Almeria i president de la Junta Provincial de la Creu Roja de València. Tres llenços seus estaven exposats a Pamplona al començament del segle xx, col·locats en el saló principal de l'Ajuntament: els retrats d'Hilarión Eslava, Pablo Sarasate i Julián Gayarte. De Sarasate hi havia un altre retrat, també obra d'Asenjo, en el Conservatori de Música de València. En el gènere històric, Asenjo va destacar amb el seu quadre El lliurament de les claus de València al Rei don Jaume el Conqueridor, pintat per encàrrec del marquès de dues Aigües per al sostre del saló gran del palau del magnat. De les seves obres es poden citar les següents, a més de les ja esmentades: La mort de Sòcrates —llenç que va pintar per a l'Exposició de Belles arts celebrada a València en 1855, molt elogiada, i premiada en aquest any—, Escena de família, El belisario, El captaire, La presa de Tetuan, L'últim dia de Pompeia, La conquesta de València, Don Rodrigo i la Cava, La paüra de Sala —que hauria estat en el paranimf de la Universitat de València— i diverses pintures decoratives en el palau Venges, de València, a més del llenç titulat David i Bethsabée, que va estar exposat a la sala final de pintura moderna del Museu de Navarra; tenia unes dimensions 88 x 138 cm i era propietat de la Diputació, la qual ho va cedir en dipòsit al museu.Es conserva un retrat de gran grandària del polític Estanislao García Monfort, propietat de la família Bernal Ripoll.
Asenjo, posseïdor segons Altadill d'una notable cultura, hauria estat un erudit coneixedor de la literatura espanyola. Va ser autor de diversos articles de belles arts, a més de conrear la caricatura i la il·lustració en la premsa periòdica, en publicacions com a Museo Literario o El Papel de Estraza. Entre les seves obres publicades es van trobar títols com a Principios filosóficos del arte, Arquitectura de nuestros tiempos, La educación artística y deber de fomentarla en nuestra época, Apuntes cronológicos de indumentaria en distintas épocas, Tablas antiguas del Museo de Valencia y Memoria razonada de las pinturas existentes en el Monasterio de Porta-Cœli. Sense publicar va deixarManual de Anatomía artística propia del dibujante, Tratado de Teoría e Historia de las Bellas Artes, Indumentaria. Asenjo, de qui Altadill assenyala que hauria guardat un notable semblant físic amb José Zorrilla, va morir a València el 7 de desembre de 1897.